# Dicranomyia (Dicranomyia) clarkeana
Dicranomyia (Dicranomyia) clarkeana is een tweevleugelige uit de familie steltmuggen (Limoniidae). De soort komt voor in het Neotropisch gebied.